# Oiron
Oiron korábbi község Franciaországban, Deux-Sèvres megyében. Lakosainak száma 902 fő (2018. január 1.). Oiron Arçay, Brie, Irais, Pas-de-Jeu, Saint-Jouin-de-Marnes, Saint-Léger-de-Montbrun, Taizé-Maulais és Saint-Laon községekkel határos.
2018. január 1-jén három másik korábbi községgel egyesült és az így létrejött Plaine-et-Vallées új község része lett.

## Népesség
A település népességének változása:
| Lakosok száma | 922  | 907  | 920  | 903  | 902  |
|               | 2013 | 2015 | 2016 | 2017 | 2018 |